# Jimi Heselden

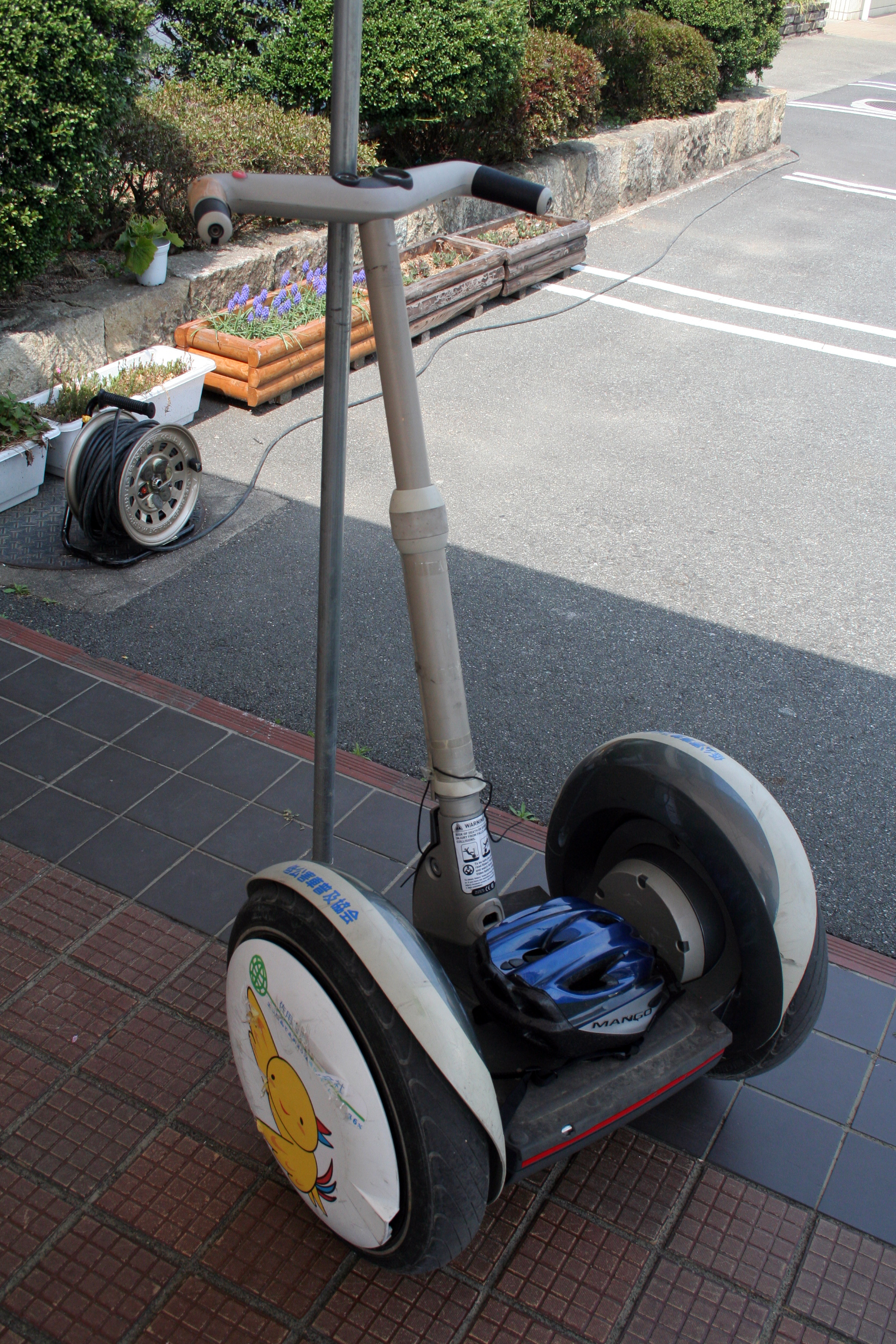
En Segway.

James William "Jimi" Heselden OBE, född 27 mars 1948 i Leeds, West Yorkshire, död 26 september 2010 vid Thorp Arch nära Boston Spa, West Yorkshire, var en brittisk entreprenör. Heselden, som tidigare var en kolgruvearbetare, tjänade en förmögenhet genom att utveckla och tillverka Hesco bastionsystemet, en sorts portabla byggmoduler som kan användas istället för sandsäckar vid barriärbyggen och för militärt skydd. 2010 köpte Heselden Segway Inc., tillverkare av det enaxlade elfordonet Segway. Heselden avled 2010 av skador som han fick efter att ha fallit med en Segway från en hög klippavsats. Hans förmögenhet beräknades till £166 miljoner och han rankades som den 395:e rikaste i Storbritannien.

## Uppväxt
Heselden växte upp i Leeds i norra England. Vid femton års ålder lämnade Heselden skolan för att arbeta vid kolgruvor i Temple Newsam och Lofthouse. Han förlorade sitt jobb i den våg av uppsägningar som följde den brittiska gruvarbetarstrejken 1984–1985 och utnyttjade sin permitteringstid till att utveckla och patentera ett concertinatrådnät och tygbehållare som kunde användas för att bygga skydd mot översvämningar och begränsa erosion.

## Karriär
1989 grundade Heselden företaget Hesco Bastion Ltd. för att tillverka systemet. Systemet såldes snabbt till flera länders försvarsstyrkor då de möjliggjorde att effektiva skyddsvallar, barriärer och stödmurar kunde anläggas snabbt. Företaget tillverkade systemet i fabriken i Leeds varifrån modulerna skeppades i stort antal till konfliktzoner som Kosovo, Irak och Afghanistan. Han valdes till Brittiska Imperieorden (OBE) 2006 "för sina insatser för försvarsindustrin och sitt välgörenhetsarbete"
2008 donerade Heselden £1.5 miljoner till fonden Help For Heroes som ger stöd åt brittiska krigsveteraner. Samma år startade han Leeds Community Foundation i sin hemstad med en donation på £10 miljoner. Ytterligare £3 miljoner donerades till stiftelsen 2009 och därutöver £10 miljoner 2010. Fram tills nyligen hade han varit tystlåten om sitt välgörenhetsarbete.
| ” | Det finns människor där ute som inte tjänar några pengar, och när det är bra tider tror jag verkligen att välbeställda människor har en moralisk skyldighet att använda sin rikedom för att hjälpa andra. | „ |

## Död
11:40 den 26 september 2010 fick West Yorkshire Police rapporter om en man som fallit 10 meter ner i floden Wharfe, vid byn Thorp Arch i närheten av  Boston Spa, och hade fallit från klipporna ovanför. En Segway återfanns och Heselden förklarades död på platsen av ambulanspersonal. Utredare sade att "för tillfället har vi ingen anledning att misstänka något brott" och undersökte "huruvida det var fel på just den här maskinen eller om det var ett fel av föraren". Engelska polisen är nu färdiga med utredningen av olyckan som ledde till Jimi Heseldens död och lyder: Jimi Heselden lämnade plats på artigt engelskt maner för mötande hund med ägare då det blev för trångt på klipphyllan och for olyckligtvis bakåt över klippkanten 10 meter ner och förolyckades omedelbart. Familjen Heselden förebrår ej Segway för olyckan och är fortsatt ägare till Segway Inc.